# Jean-Baptiste Intcegaray
Jean-Baptiste Intcegaray (Beskoitze, 14 de novembre de 1908 - Baiona, 31 de gener de 2004) va ser un ciclista basc, que fou professional entre 1932 i 1937.

## Palmarès
- 1932
  - 3r al Gran Premi República
- 1933
  - 1r a Chalosse
- 1934
  - 1r al Circuit de la Vienne
- 1936
  - 1r a Chalosse

### Resultats al Tour de França
- 1933. Abandona (1a etapa)